# Campeonato Sudamericano de Voleibol Femenino Sub-18 de 1994
El IX Campeonato Sudamericano de Voleibol Femenino Sub-18 se celebró en la ciudad de Trujillo, Perú en 1994. Los equipos nacionales compitieron por un cupo para el Campeonato Mundial de Voleibol Femenino Sub-18 de 1995 realizado en Francia.

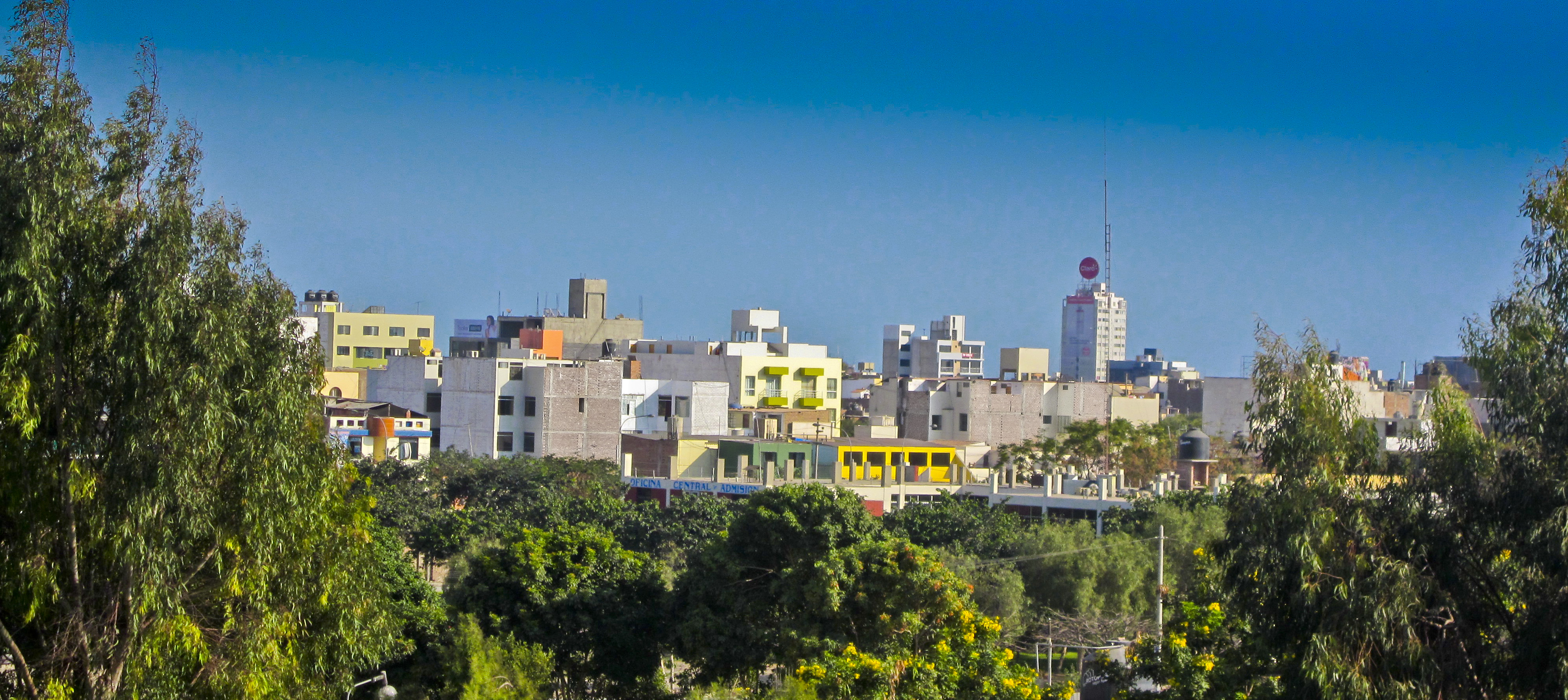
Trujillo, sede del IX Campeonato Sudamericano de Voleibol Femenino Sub-18.

## Equipos participantes
- Brasil
- Chile
- Perú
- Uruguay
- Venezuela

## Fase Única
| Pos | Equipo    | PJ | PG | PP | PTS |
| --- | --------- | -- | -- | -- | --- |
| 1   | Brasil    | 4  | 4  | 0  | 8   |
| 2   | Perú      | 4  | 3  | 1  | 7   |
| 3   | Venezuela | 4  | 2  | 2  | 6   |
| 4   | Chile     | 4  | 1  | 3  | 5   |
| 5   | Uruguay   | 4  | 0  | 4  | 4   |

| – | Clasificado al Campeonato Mundial de Voleibol Femenino Sub-18 de 1995 |

## Posiciones Finales
| \| Pos \| Equipo \| \| --- \| --------- \| \| \| Brasil \| \| \| Perú \| \| \| Venezuela \| \| 4 \| Chile \| \| 5 \| Uruguay \| | Campeón Brasil 7º Título |
| Pos | Equipo                   |
| | Brasil                   |
| | Perú                     |
| | Venezuela                |
| 4 | Chile                    |
| 5 | Uruguay                  |